# Короткометражные фильмы Симпсонов
«Короткометражки Си́мпсонов» (англ. The Simpsons shorts) — прародитель мультсериала Симпсоны — набор из 48 двухминутных эпизодов (3 сезона), показанных в Шоу Трейси Ульман на канале FOX с 1987 по 1989 год.
В данном сериале с первой серией «Good night», показанной 19 апреля 1987 года, впервые на экране ТВ появилась семья Симпсонов, которая затем 17 декабря 1989 года перекочевала в своё собственное получасовое шоу.

## История создания
Когда продюсер Джеймс Л. Брукс работал над «Шоу Трейси Ульман», он решил включить небольшие анимационные зарисовки до и после рекламных перерывов. Увидев один из комиксов карикатуриста Мэтта Грейнинга «Жизнь в аду», Брукс попросил Грейнинга предложить идею для серии анимационных короткометражек. Грейнинг изначально намеревался представить анимационную версию серии «Жизнь в аду». Тем не менее, Грейнинг позже понял, что анимация «Жизни в аду» потребует изменения прав на публикацию для его жизненной работы. Поэтому он выбрал другой подход, ожидая встречи в вестибюле офиса Брукса, поспешно сформулировав свою версию неблагополучной семьи, которая стала Симпсонами. Он назвал персонажей в честь членов своей семьи, заменив своё имя «Бартом», приняв анаграмму слова «brat».
Вначале персонажи были нарисованы достаточно грубо, поскольку сам Грейнинг, торопясь, отправил простые наброски персонажей, полагая, что аниматоры их почистят, но вместо этого они лишь скопировали его наброски.
Актёры, которые озвучивали героев короткометражных Симпсонов, впоследствии озвучивали этих же героев в получасовых эпизодах.
Дэн Кастелланета озвучивал Гомера Симпсона, Деда Абрахама Симпсона и Клоуна Красти.
Но голос Гомера в короткометражках отличается от его голоса в получасовых эпизодах шоу. В короткометражках на звучание его голоса был наложен отпечаток голоса Уолтера Маттау, тогда, как в получасовых эпизодах шоу он ниже, серьёзней и комичней, что позволило более полно раскрыть характер, эмоции и чувства Гомера.
Дэн Кастелланета был постоянным участником в составе Шоу Трейси Ульман, и он работал в Чикаго совместно со своей женой Дэб Лакуста. И когда для озвучивания героев короткометражек понадобились актёры, продюсеры пригласили Дэна Кастелланету и Джулию Кавнер для озвучивания Гомера и Мардж Симпсон, а также для других ролей, вместо того чтоб нанимать множество актёров.
Нэнси Картрайт и Ярдли Смит были приглашены на исполнение голосов Барта и Лизы.
Запись короткометражных эпизодов была достаточно примитивна и проста, диалоги для Ульман были записаны на портативном магнитофоне во вре́менной студии, которая состояла из видеоинженерного пульта, над местами для шоу.

## История выхода эпизодов

### Сезон 1 (1987)
| № эпизода (Код) | Название, дата выхода                               | Описание эпизода |
| --------------- | --------------------------------------------------- | --- |
| 1 MG01          | Спокойной ночи (Good Night) 19 апреля 1987          | Гомер и Мардж укладывают детей спать и перед сном ласково успокаивают их. Но рассуждения Гомера с Бартом о «разуме», добрые пожелания Мардж Лизе, чтоб её не покусали жуки во сне, и даже колыбельная для Мэгги не вызвали должного результата, в итоге дети, испуганные и взволнованные, прибегают в постель к родителям. |
| 2 MG02          | Смотрим ТВ (Watching TV) 3 мая 1987                 | Барт и Лиза смотрят телевизор, и Лиза периодически просит Барта сменить канал, но он постоянно отказывает, что периодически приводит к драке. Приходит Мэгги и сама сменяет канал, на что старшие дети однозначно реагируют: «Верни прежний канал!». Под конец дня вся семья собралась перед телевизором, и отец семейства довольный этим фактом начинает в слух размышлять «Как замечательно, что вот так вся семья собралась…», на что Барт делает замечание «Папа, стоп… …» |
| 3 MG03          | Барт учится прыгать (Bart Jumps) 10 мая 1987        | Гомер учит Барта прыгать со стола себе на руки, но каждый раз по каким-то причинам отвлекается и либо не успевает поймать Барта, либо вовсе об этом забывает. На вопрос Барта, «Гомер, зачем мы это делаем?», отец даёт невразумительный ответ: «Тебе пора уже повзрослеть, я помогу тебе». |
| 4 MG04          | Нянчимся с Мэгги (Babysitting Maggie) 31 мая 1987   | Барту и Лизе поручили присмотреть за Мэгги, пока родители ушли. Но обязанность не бремя, когда есть телевизор. Мэгги, предоставленная сама себе, падает с лестницы, потом бежит по крыше дома за бабочкой и падает с крыши, но это не мешает ей вернуться в дом к возвращению матери. |
| 5 MG05          | Соска (The Pacifier) 21 июня 1987                   | Барт и Лиза пытаются отучить Мэгги от соски, для чего предпринимают несколько попыток. Сначала они просто отбирали её, но оказалось, что у Мэгги есть свой «небольшой» запас, а если что, она может и больно укусить. Тогда они просто опустили соску в горчицу, но и это не помогло — Мэгги понравился вкус горчицы. В конце концов старшие дети поняли, что Мэгги не собирается отказываться от своей «детской» привычки и сдались. Решив сами попробовать, что в этом такого необычного, они поняли, что это действительно неплохо.                                                  |
| 6 MG06          | Соревнования по рыганию (Burp Contest) 28 июня 1987 | Все дети Симпсонов решили провести «соревнование по отрыжкам» — кто громче рыгнёт. Периодически в комнату с недовольством врывается их мать Мардж и запрещает им заниматься этим «безобразием». Но детей так просто не остановишь, особенно Барта, который становится «Мировым Чемпионом по Отрыжке»! Но после очередного увещевания Мардж о непотребности отрыжки данный титул перешёл к маленькой Мэгги. Так бы спор и шёл между детьми и Мардж, если бы в комнату, под общее одобрение детей, с громкой отрыжкой не вошёл Гомер.                                                     |
| 7 MG07          | За обеденным столом (Eating Dinner) 12 июля 1987    | Мардж сервирует стол к обеду и несколько раз зовёт семью к столу, но действенным только оказалось обещание лишить их десерта. Сев за стол, все стали есть, как первобытные люди, на что Мардж выразила своё недовольство. Гомер все понял и прочёл молитву перед едой, но привычку есть, как пещерные люди, молитва почему-то не помогла убрать. Мардж, повторив попытку привить хоть какие-то хорошие манеры, намекнула всем за столом, что обед — замечательное время для семейного общения и обсуждения их проблем. Гомер всё понял… и попросил Барта принести в столовую телевизор. |

### Сезон 2 (1987—1988)
| № эпизода (Код) | Название, дата выхода                                      | Описание эпизода |
| --------------- | ---------------------------------------------------------- | --- |
| 8 MG09          | Корчим рожи (Making Faces) 22 сентября 1987                | Сегодня дети Симпсонов решили провести соревнование «кто скорчит более ужасную рожу». Мардж проверяет, чем это заняты дети. Убедившись в очередной раз, что дети заняты чем-то непристойным, просит их не «строить рожи», обещая им, что рожи так и останутся на лице навсегда, если они это не бросят делать. Не поверив, дети бегут к зеркалу и кричат от ужаса. |
| 9 MG14          | Похороны (The Funeral) 4 октября 1987                      | Родители Мардж и Гомер сообщают своим детям, что их дядюшка Хуберт покинул их. Лиза задаёт уточняющий вопрос, что значит «покинул нас», на что Барт поясняет младшей сестре, что он «сыграл в ящик», «дал дуба», «окочурился», «отправился на тот свет» … «умер». Семья Симпсонов отправляется на похороны их Дядюшки Хуберта, Барт цинично рассуждает, что наконец-то он увидит впервые мёртвого человека вживую, но теряет сознание, увидев своего дядюшку в гробу. Скоро ему эти похороны надоедают, и он пытается поторопить всех, чтоб всё закончилось быстрее. В конце серии семья едет домой и родители говорят, что они в последний раз взяли детей с собой на похороны из-за их ужасного поведения. |
| 10 MG10         | Мысли Мэгги (Maggie’s Brain) 11 октября 1987               | Барт и Лиза играют с Мэгги в её ясельках. Лиза переводит с языка Мэгги, что она хочет играть, и Барт начинает играть с пальчиками на ноге Мэгги, через некоторое время он получает удар от Мэгги ногой в нос, Лиза переводит это как «игра окончена». Барт рассуждает, «Если Мэгги повезёт, то она вырастет и будет такой, как мы. Интересно, маленькие дети могут представлять, что будут делать, когда вырастут?». В мечтах же Мэгги мстит Барту и Лизе, щекоча им пяточки, представляя себя уже большой, а их маленькими. |
| 11 MG08         | Футбол (Football) 18 октября 1987                          | Гомер обещает детям молочный шоколадный коктейль, если Барт поймает хотя бы один футбольный мяч при дальней подаче отца. К несчастью для Барта, на его пути возникают препятствия, такие как дерево, собака, стена, на которые он постоянно «напарывается», так как их не замечает из-за того, что смотрит на летящий мяч. При второй попытке поймать мяч он просто падает с обрыва в овраг. В конце концов Барту улыбается удача, и он ловит мяч … ртом! Но в том, что он поймал мяч ртом, есть один небольшой минус — с ним неудобно пить коктейль. |
| 12 MG12         | Карточный домик (House Of Cards) 25 октября 1987           | Барт пытается собрать карточный домик, но шум, который создают Лиза и Мэгги, постоянно его рушит. Когда же Барт наконец доделал своё творение, для чего пришлось забраться на составленные один на другой предметы мебели, он упал на пол и «вырубился», поэтому так и не увидел свой домик. |
| 13 MG15         | Барт и отец обедают (Bart & Dad Eat Dinner) 1 ноября 1987  | Мардж с Лизой и Мэгги уходят смотреть балет, и обязанность приготовления обеда ложится на Гомера. Барт не в состоянии переварить приготовленную Гомером смесь из рыбы и свинины. |
| 14 MG13         | Космический патруль (Space Patrol) 8 ноября 1987           | В отсутствие родителей Барт, Лиза и Мэгги играют в «космический патруль». Лиза выступает в роли супергероя, Мэгги — её помощника, а Барт, надевает на голову кувшин, объявляя его шлемом инопланетного военачальника. Кувшин застревает на голове, и освободить Барта Лизе удаётся только с помощью крокетного молотка. |
| 15 MG18         | Прическа Барта (Bart’s Haircut) 15 ноября 1987             | Волосы Барта слишком длинны, и его посылают стричься. Его стригут слишком коротко, и Барт всячески пытается скрыть свою новую причёску. Впервые в сериале появляется персонаж, не принадлежащий к семье Симпсонов — парикмахер. |
| 16 MG20         | Третья мировая война (World War III) 22 ноября 1987        | Опасаясь скорой ядерной войны, Гомер устраивает учебные тревоги: будит всех ночью и ведёт спасаться в подвал. Утомлённая этими тренировками семья, подняв очередную тревогу, запирает Гомера в подвале. |
| 17 MG16         | Идеальное преступление (The Perfect Crime) 13 декабря 1987 | Мардж выставляет на стол противень со свежеприготовленным печеньем и уходит, оставляя на кухне Барта и Мэгги. Пока Мардж отсутствует, Барт торопится всё съесть. Придя на кухню, Гомер и Мардж видят, что противень пуст. Мэгги ведёт их по следу, состоящему из рассыпанных крошек, и они находят Барта в его комнате: он лежит на спине, раздувшись от съеденного печенья. |
| 18 MG17         | Страшные истории (Scary Stories) 20 декабря 1987           | Барт рассказывает Лизе и Мэгги несколько страшных историй в темноте, причём каждая из них немедленно осуществляется. |
| 19 MG19         | Дедуля и дети (Grandpa & The Kids) 10 января 1988          | Дедушка Симпсон рассказывает детям истории о добрых старых временах. Когда им это надоедает, он, чтобы завладеть их вниманием вновь, симулирует собственную смерть. Это первый эпизод, где участвует Абрахам Симпсон (до этого он появлялся лишь в виде фотографии на стене дома Симпсонов). |
| 20 MG11         | Ушли на рыбалку (Gone Fishin') 24 января 1988              | Барт и Гомер отправляются на рыбалку. Сначала Барт неудачно спускает на воду лодку, в результате чего Гомеру приходится добираться до неё вплавь. Затем Барт обнаруживает, что забыл сэндвичи, и втихаря кладёт в сэндвич для отца червей, взятых как наживку. Гомер с удовольствием съедает сэндвич, но теперь им не на что ловить рыбу. Впрочем, незадачливым рыбакам скоро становится не до неё: они вынуждены пробираться через речные пороги, а затем попадают в водопад. |
| 21 MG21         | Скейтбординг (Skateboarding) 7 февраля 1988                | Барт учит своих сестёр кататься на роликовой доске. Каждый раз, когда он хвастается своим умением, оказывается, что они превосходят его. |
| 22 MG22         | Язычники (The Pagans) 14 февраля 1988                      | Когда семья Симпсонов собирается в церковь, дети объявляют себя язычниками. По дороге автомобиль Гомера ломается, и дети действительно начинают вести себя как язычники, что вызывает ужас у Гомера. Потеряв терпение, он гонится на ними, но дети находят убежище… в церкви. |
| 23 MG23         | Чулан (The Closet) 21 февраля 1988                         | Барт, не желая помогать родителям по хозяйству, прячется от них в чулане. Но выбраться оттуда оказывается затруднительно. Когда Барту всё же удаётся открыть дверь, он находит записку, где сказано, что семья, не сумев его найти, уехала за молочными шоколадными коктейлями. |
| 24 MG24         | Аквариум (The Aquarium) 28 февраля 1988                    | Гомер берёт Барта, Лизу и Мэгги в океанариум. Барт проникает в аквариум с акулой и плавает с ней. |
| 25 MG25         | Семейный портрет (Family Portrait) 6 марта 1988            | Гомер пытается сделать красивую семейную фотографию. Симпсоны старательно позируют, но как раз в момент съёмки всё портится. Это первый эпизод, где Гомер душит Барта; в дальнейшем это становится повторяющейся шуткой. |
| 26 MG26         | Икота Барта (Bart’s Hiccups) 13 марта 1988                 | Лиза и Мэгги пытаются избавить Барта от икоты, используя некоторые весьма необычные методы. |
| 27 MG27         | Банка с деньгами (The Money Jar) 20 марта 1988             | Мардж предупреждает детей, что они не должны брать деньги из банки, стоящей на столе. Барт, Лиза и Мэгги борются с искушением украсть деньги. |
| 28 MG29         | Художественный музей (The Art Museum) 1 мая 1988           | Симпсоны отправляются в художественный музей. Но дети оказывается слишком малы, чтобы оценить произведения искусства. Барта больше всего интересует изображение обнажённой женщины (которое он в итоге выкрадывает из музея), а Лиза играет с древней вазой и едва не разбивает её. |
| 29 MG28         | История в зоопарке (Zoo Story) 8 мая 1988                  | На этот раз семья идёт в зоопарк и обнаруживает там семейство шимпанзе, в точности похожее на Симпсонов. Гомер дразнит обезьяну, в ответ шимпанзе швыряет экскременты ему в лицо. Когда Симпсоны едут домой, они с ужасом обнаруживают, что вместо Барта они забрали похожего на него шимпанзе. А Барт тем временем остался в обезьяньей клетке. |

### Сезон 3 (1988—1997)
| № эпизода (Код) | Название, дата выхода                                                                                | Описание эпизода |
| --------------- | --- | --- |
| 30 MG30         | Заткнитесь, Симпсоны (Shut Up, Simpsons) 6 ноября 1988                                               | Три поколения Симпсонов собрались вместе на диване. Но Лизе не нравится, как Мэгги пищит своей игрушкой, и она толкает её, Барт за это толкает Лизу, Гомер Барта, а дедушка Симпсон со словами «убери руки от детей» пихает Гомера. Лиза решила, что все члены семьи должны помириться, и предлагает всем им обняться. Обнявшись, Барт предлагает каждому попросить прощения у другого, но, когда очередь опять доходит до Барта, он Гомеру ставит условие для прощения, на что Гомер отвечает своим коронным: «Ах ты, маленький…» и начинает душить Барта. За Барта заступается дедушка и начинает душить Гомера, а Гомер второй рукой душит в ответ дедушку Эйба. |
| 31 MG35         | Мошенничество (The Shell Game) 13 ноября 1988                                                        | Барт пытается украсть печенье из банки, но его за руку ловит Мардж и запрещает ему брать печенье. Барт, конечно же, не послушался. Но как только он вытащил из банки на стол всё печенье, чтобы съесть его, из-за холодильника завопила Лиза, которая позвала родителей. Барт попытался убрать назад всё печенье, но упустил одну печенюшку, которую, прямо перед входом Гомера и Мардж на кухню, еле успел накрыть блюдцем. Родители попросят поднять блюдце, но хитрый Барт доставил ещё два блюдца и начал играть ими в «напёрстки». Родители, убедившись, что ни под одним из блюдец нет печенья, вышли из кухни, а Барт закрыл за ними дверь. Когда же он вернулся к столу с блюдцами, он увидел Мэгги. Теперь уже она предложила Барту сыграть с ней в «напёрстки». Но, как обычно бывает в этой игре, ни под одним из блюдец печенюшки не оказалось. На вопрос Барта: «Где же печенюшка?», Мэгги показала, что она у неё во рту, и тут же её съела. |
| 32 MG38         | Шоу Барта Симпсона (The Bart Simpson Show) 20 ноября 1988                                            | В эпизоде впервые демонстрируется «Шоу Щекотки и Царапки». Дети смотрят этот мультфильм, но Гомер Симпсон, появившись, выключает его, потому что мультик слишком жестокий. Тогда Барт, разломав телевизор, залезает в экран и устраивает собственное «шоу», в конце которого Гомер душит Барта, к удовольствию зрителей — Лизы и Мэгги. |
| 33 MG33         | Боксерская груша (Punching Bag) 27 ноября 1988                                                       | Барт и Лиза, недовольные Гомером, рисуют его изображение на боксёрской груше Барта и пинают её, вымещая таким образом свою злобу. Гомер посылает Мардж, чтобы она заставила детей прекратить шум. Поскольку шум не прекращается, он идёт в детскую сам, и видит, что теперь по груше бьёт Мардж. Лиза прикрывает грушу, стараясь, чтобы Гомер не увидел своё изображение, в результате груша ударяет Гомера по голове. Это первый эпизод, где Гомер выкрикивает своё знаменитое «Д'оу!». |
| 34 MG40         | Рождество Симпсонов (Simpson Christmas) 18 декабря 1988                                              | Барт рассказывает рождественскую историю о семье Симпсонов в стиле популярной в англоязычных странах поэмы «Визит святого Николаса». |
| 35 MG39         | Шоу клоуна Красти (The Krusty The Clown Show) 15 января 1989                                         | В этом эпизоде впервые появляется клоун Красти. Все дети собираются, чтобы впервые вживую увидеть клоуна Красти, ведущего популярного шоу. У Барта возникают подозрения, что Красти, выступающий перед ними — не настоящий, и он отрывает его клоунский нос — к ужасу Гомера и Мардж, видящих всё это по телевизору. |
| 36 MG34         | Барт — герой (Bart The Hero) 29 января 1989                                                          | Барт Симпсон становится героем, так как благодаря ему удаётся поймать вора, пытавшегося ограбить кондитерскую. |
| 37 MG41         | Фантазия Барта (Bart’s Little Fantasy) 5 февраля 1989                                                | Гомер и Мардж заставляют Барта и Лизу убраться в их комнате. Барт предлагает Лизе заняться работой, а сам начинает фантазировать о том, что было бы, если бы дети были большими, а их родители маленькими. Обнаружив Барта лежащим на диване, Гомер даёт ему другую работу — косить газон. |
| 38 MG37         | Страшное кино (Scary Movie) 12 февраля 1989                                                          | Барт, Лиза и Мэгги идут в кино на фильм «Возвращение счастливых маленьких эльфов». Вместо этого Барт подговаривает их пойти на «Месть космических мутантов». Однако Барт первый же их и пугается; и Лиза с Мэгги безуспешно пытаются успокоить его. |
| 39 MG32         | Домашний гипноз (Home Hypnotism) 19 февраля 1989                                                     | Гомеру Симпсону надоедает ужасное поведение его детей, и он пытается усмирить их с помощью гипноза. |
| 40 MG31         | Кража в магазине (Shoplifting) 26 февраля 1989                                                       | Барт попадается на краже леденца в супермаркете. |
| 41 MG36         | Каньон и эхо (Echo Canyon) 12 марта 1989                                                             | Семья Симпсонов едет к каньону, чтобы послушать эхо. |
| 42 MG44         | Купание (Bathtime) 19 марта 1989                                                                     | Гомер заставляет Барта принять ванну. Увлёкшись купанием, Барт забывает выключить воду и устраивает потоп. |
| 43 MG45         | Кошмар Барта (Bart’s Nightmare) 26 марта 1989                                                        | Перед сном Барт съедает целую банку печенья, после чего его мучают кошмарные сны. |
| 44 MG46         | Барт в джунглях (Bart Of The Jungle) 16 апреля 1989                                                  | Дети Симпсонов играют в обитателей джунглей, используя для лазания по деревьям галстуки Гомера. Возмущённый Гомер гонится за ними и попадается в хитроумно устроенную ловушку. |
| 45 MG47         | Семейная терапия (Family Therapy) 23 апреля 1989                                                     | Гомер замечает, что члены его семейства утратили способность смеяться, и ведёт всех к психологу. В кабинете психолога Симпсоны ведут себя настолько неадекватно и разрушительно, что он выгоняет их. Выйдя из кабинета, Симпсоны смеются над происшедшим. |
| 46 MG42         | Мэгги в опасности — часть I (Maggie In Peril — Chapter One) 30 апреля 1989                           | Гомер и Мардж уезжают, оставляя Мэгги играть в манеже во дворе дома. Мэгги случайно попадает Барту мячом в лицо, он выкидывает мяч со двора, и Мэгги отправляется искать его. В погоне за мячом она проваливается в водопад, после чего появляется надпись «Продолжение следует через неделю». |
| 47 MG43         | Мэгги в опасности — захватывающее заключение (Maggie In Peril — The Thrilling Conclusion) 7 мая 1989 | Продолжение предыдущего эпизода. Мэгги благополучно выбирается из реки, летит домой на воздушных шариках и успевает приземлиться в свой манеж как раз к возвращению родителей. |
| 48 MG48         | Телесимпсоны (TV Simpsons) 14 мая 1989                                                               | Барт, Лиза и Мэгги смотрят «Шоу Щекотки и Царапки», но Гомер прогоняет их от телевизора и садится смотреть передачу о спорте. Дети выходят во двор запускать воздушного змея, он застревает в телевизионной антенне на крыше дома, и приём телевизионного сигнала нарушается. Гомер лезет снимать змея и падает с крыши, а дети в это время опять смотрят «Щекотку и Царапку». |